# San Vito al Tagliamento
San Vito al Tagliamento är en ort och kommun i regionen Friuli-Venezia Giulia i Italien och tillhörde tidigare även provinsen Pordenone som upphörde 2017. Kommunen hade 15 123 invånare (2018).